# Седерхольм, Андреас
Андреас Седерхольм (швед. Andreas Cederholm; род. 4 мая 1990) — шведский гандболист, выступает за немецкий клуб «Лемго».

## Игровая карьера
Андреас Седерхольм начал профессиональную карьеру в 2007 году в клубе Шёвде, а в 2013 году Седерхольм перешёл в Кристианстад. В 2016 году Андреас Седерхольм перешёл в французский клуб Феникс из Тулузы.

## Статистика
Клубная статистика Андреаса Седерхольма<.
| Сезон        | Клуб          | Лига           | Матчи | Голы | 7-метр | Голы |
| ------------ | ------------- | -------------- | ----- | ---- | ------ | ---- |
| 2016/17      | Феникс Тулуза | LNH division 1 | 24    | 52   | 0      | 52   |
| 2017/18      | Минден        | Бундеслига     | 27    | 55   | 0      | 55   |
| 2018/19      | Минден        | Бундеслига     | 17    | 46   | 0      | 46   |
| 2016-по н.в. | Итого         | LNH division 1 | 24    | 52   | 0      | 52   |